# Compiz Fusion
Compiz Fusionは Compizウィンドウマネージャに対応するプラグイン集と設定システムのこと。

Compiz Core, Compiz Settings, Compiz Decoratorの基本セットから構成され、Compizコミュニティのプラグインセット"Compiz Extras"とBerylプロジェクトの一部分を、ウィンドウマネージャーコアとは独立に統合させたものである。
プロジェクトの狙いはBerylのほとんどの特徴をCompizプラグインへ移植し、Compizプラグインをさらに書き続けることである。同時に、Berylは終了し、CompizはBerylによってなされたコアの改変をCompizコアに追加した。

## 歴史
Compiz Fusionは、BerylプロジェクトとCompizウィンドウマネージャ周辺コミュニティの再統一の結果である。名前は、"CompComm"という仮称から、Compiz Fusionに変えられた。ハードウェアがサポートできるならば、Compiz Fusionはかなり大部分のOS上にインストールしやすい。Mandriva One 2008は、Compiz Fusionが含まれる最初のメジャーディストリビューションになった。Ubuntu 7.10は、サポートされたハードウェア上の標準ウインドウマネージャとして、Compiz Fusionを用いてそのすぐ後に続いた。
2009年2月4日、Compiz FusionはCompizに統合されるとの発表が行われた。

## Compiz Fusion プラグインセット

### コアプラグイン
- Annotate(注釈線)
- Application Switcher(アプリケーション・スイッチャー)
- Blur Windows(ウインドウのブラー)
- Clone Output(クローン出力)
- DBus
- Desktop Cube(デスクトップキューブ): デスクトップのワークスペースを角柱の表面に貼り付ける。
- Fading Windows(ウインドウのフェード): ウインドウを開いたときにフェードイン、閉じたときにフェードアウトさせる。
- GLib
- Inotify
- Minimize Effect(最小化時のエフェクト)
- Move Window(ウインドウの移動)
- Place Windows(ウインドウの配置)
- Png
- Regex Matching(正規表現マッチング)
- Resize Window(ウインドウのリサイズ)
- Rotate Cube(キューブの回転): デスクトップキューブのキー操作による回転を行う。
- Scale(スケール)
- Screenshot(スクリーンショット)
- Svg
- Userspace File System(ユーザー空間のファイルシステム)
- Video Playback(ビデオ再生)
- Water Effect(水効果)
- Window Decoration(ウインドウの装飾)
- Wobbly Windows(揺れるウインドウ): ウインドウを移動時に揺らす。
- Zoom Desktop(デスクトップのズーム)

### Mainプラグイン
- Animation(アニメーション): ウインドウの操作時(出現時、終了時、移動時など)にアニメーションさせる。
- Brightness and Saturation(明度と彩度): ウインドウの明度、彩度、不透明度を変更する。
- Color filter(カラーフィルタ)
- Desktop Wall(デスクトップの壁)
- Expo(展開)
- Enhanced Zoom Desktop(デスクトップのズーム強化版)
- JPEG: JPEGの読み込みサポート
- Magnifier(拡大鏡)
- Mousepoll(マウスの位置)
- Negative(ネガ表示): ウィンドウや画面のネガ表示に使用
- Opacity(半透明): ウインドウが重なっているとき、マウスポインタが重なっていない方の透明度を上げる。
- Put(移動): ウィンドウを移動
- Resize Info(リサイズ情報): ウインドウのサイズ変更時にサイズを表示する。
- Ring Switcher(リングスイッチャー): ウインドウの切り替え操作時に、切り替え可能なウインドウをリング状に配置する。
- Scale Addons(スケール・アドオン): スケールプラグインに有効な追加機能
- Shift Switcher(シフトスイッチャー): シフトスイッチャー・プラグイン
- Snapping Windows(ウインドウのスナップ): ウィンドウのエッジ抵抗力を有効化
- Text(テキスト): テキストをテクスチャに描画
- Viewport Switcher(ビューポート・スイッチャー): いくつかのイベントを通じたビューポート変更の開始
- Window Rules(ウインドウのルール): ウィンドウにルールを設定
- Workarounds(次善策): Metacityのような次善策

### Extraプラグイン
- 3D Windows(3Dウインドウ): デスクトップキューブで、ウインドウをキューブから離して表示する。
- ADD Helper(ヘルパーの追加): アクティブ・ウィンドウ以外を暗くして集中しやすくする
- Benchmark(ベンチマーク): ベンチマークを表示する。
- Clash handler(クラッシュハンドラ): Compiz クラッシュハンドラ・プラグイン
- Cube Caps
- Cube Gears(キューブ・ギア): デスクトップ・キューブ内にギアを表示する。
- Cube Reflection(キューブの反射): Compiz キューブの反射
- Extra WM Actions(追加のWMアクション): あまり使われていないウィンドウ・マネジメントのアクションを提供
- Error Notifications
- Fade to Desktop(デスクトップへのフェード): デスクトップに簡単アクセス
- Group and Tab Windows(ウィンドウのグループ化とタブ化)
- Login/Logout
- Maximumize
- Motion blur(モーションブラー)
- Paint fire on the screen
- Reflection
- Scale Window Title Filter
- Shelf
- Show desktop
- Show mouse
- Splash(スプラッシュ)
- Trailfocus
- Widget Layer(ウィジェット・レイヤ)

### Unsupportedプラグイン
- Fake ARGB
- Snow
- Mouse Switch
- Tile

### Experimentalプラグイン
- Screensaver
- Visual Event
- Cube Atlantis

## リファレンス
1. ↑  Annoucement: Creation of the Compiz Council and the road ahead, Kristian Lyngstol, 
Wed Feb 4 01:22:56 PST 2009